# Jenaro Larrache Aguirre
Jenaro Larrache Aguirre (Vera de Bidasoa 1871-Pamplona 1935) fue un conocido miembro de la política navarra del primer tercio del siglo XX. 
Industrial de profesión, ejerció su labor en la empresa "Fundiciones Bidasoa" y fue cofundador de la sociedad "Múgica, Arellano y Cía".
Su faceta política la desarrolló fundamentalmente durante los años de la dictadura de Primo de Rivera (1923-1929). Fue concejal del Ayuntamiento de Pamplona desde octubre de 1923 hasta diciembre de 1927, fecha en la que fue elegido alcalde de la ciudad. En este puesto permaneció hasta septiembre de 1928. Años más tarde, en 1935, se presentó como candidato del Bloque de Derechas en las elecciones provinciales. Salió elegido y le correspondía, por edad, ocupar la vicepresidencia de la Diputación, pero falleció antes de que pudiera tomar posesión de su cargo.
En el ámbito cultural, y compaginándolo con sus cargos municipales, fue presidente de "Euskeraren adiskideak" ("Los amigos del euskera"), sociedad exclusivamente cultural y apolítica, fundada en 1925 por Arturo Campión.
- Datos: Q5929159